# Race 2
Race 2 è un film del 2013 diretto da Abbas Burmawalla.

## Trama
Durante una gara, una Lamborghini esplode misteriosamente. Ranvir si reca dal suo amico miliardario Vikram e sostiene di essere stato lui, e che ora vuole riaprire un nuovo giro di affari. Infatti Vikram si vuole sbarazzare del rivale Armaan Malik, perché sospetta che sia in affari con un nemico misterioso,  che sarà proprio Ranvan, che ha contrattato la compravendita di cinque casinò. L'affare prossimo che i due faranno sarà di 15 miliardi di euro, ma Armaan tradisce, ad una cena, Ranvan,  col veleno. Ma quando Armaan intende sbarazzarsi anche di Vikram e di una ragazza innamorata di Ranvan,  scopre con stupore che Ranvan non è morto,  e che aveva solo finto di bere.